# 全国高等専門学校連合会

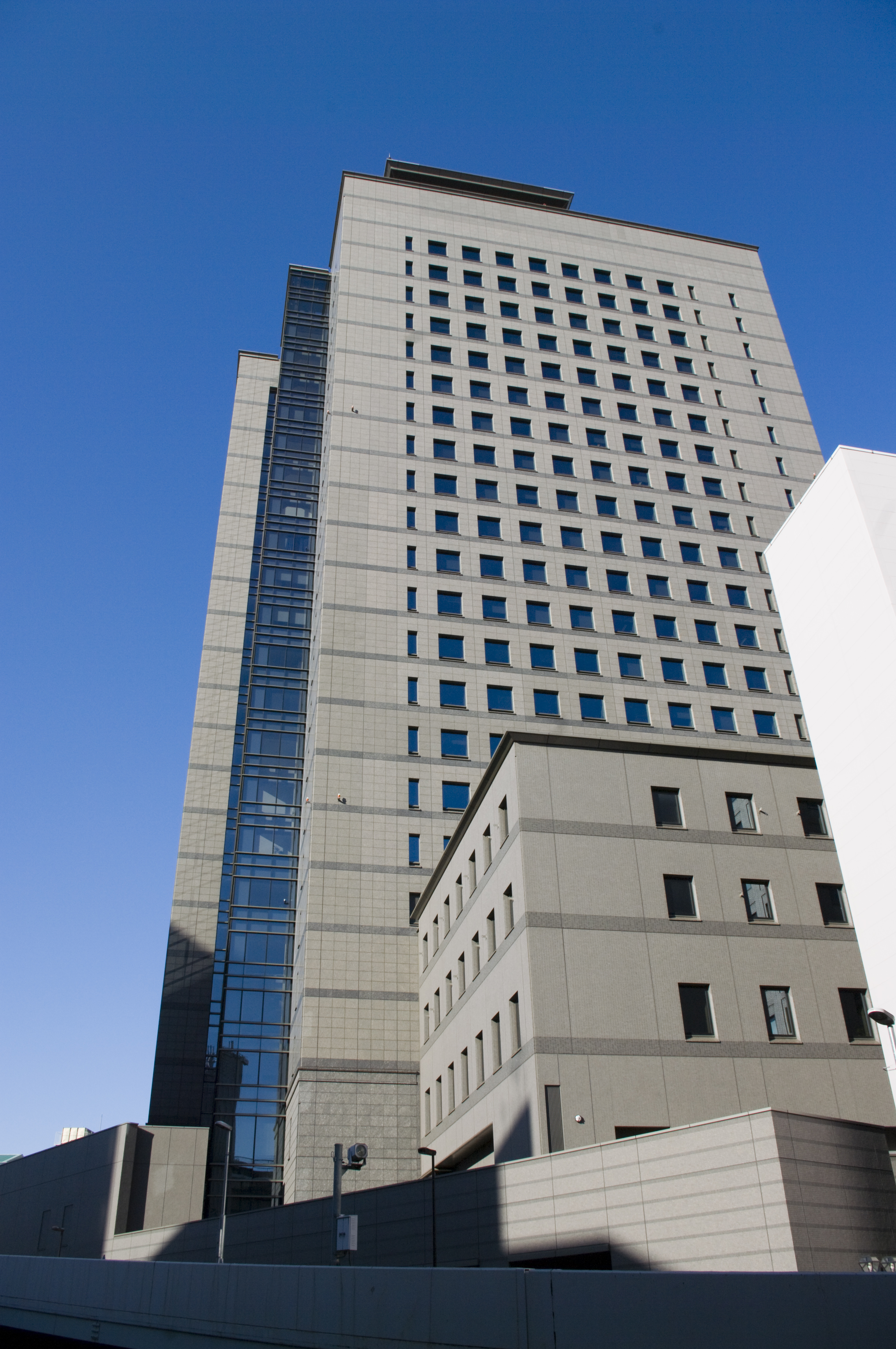
全国高等専門学校連合会が入居する東京都千代田区一ツ橋の学術総合センタービル。

一般社団法人全国高等専門学校連合会（ぜんこくこうとうせんもんがっこうれんごうかい）は、高等専門学校（高専）における教育の充実に資する国公私立高等専門学校の連携事業を実施している組織である。

## 概要
2012年4月、社団法人全国高等専門学校体育協会と高等専門学校連合会（任意団体）の機能強化を図ることを目的として統合し、一般社団法人全国高等専門学校連合会が設立して現在に至っている。
全国高等専門学校連合会は、各種教育コンテスト（高等専門学校ロボットコンテスト、全国高等専門学校プログラミングコンテスト、全国高等専門学校デザインコンペティション、全国高等専門学校英語プレゼンテーションコンテスト）を主催で実施している。
また、高専の運動部を統括しており、年一度、全国高等専門学校体育大会を主催で実施している。大会はいわゆる総合体育大会として一堂に会して実施するのではなく、個々の競技に分かれてそれぞれ主管校を中心にして実施される。

## 体育競技
以下の専門競技部があり、各種体育競技の主催及び支援を行っている。
- 陸上競技専門部
- バスケットボール競技専門部
- バレーボール競技専門部
- ソフトテニス競技専門部
- 卓球競技専門部
- 柔道競技専門部
- 剣道競技専門部
- 野球競技専門部（硬式）
- サッカー競技専門部
- ハンドボール競技専門部
- テニス競技専門部
- バドミントン競技専門部
- 水泳競技専門部
- ラグビー競技専門部